# 블랜드-앨리슨 법
블랜드-앨리슨 법(Bland–Allison Act, Grand Bland Plan of 1878)은 1878년에 미국 의회를 통과한 법률이다. 금화에 함유되어 있는 금의 16배에 해당하는 은을 함유하는 1달러 은화를 주조하기 위해서 매달 시장 가격으로 200-400만 달러의 은을 사들일 것을 연방 정부에 요청한 것으로서, 은광산을 소유한 자 및 인플레이션블 바라는 농민의 바람으로 이루어졌다.